# Saint-Ouën-des-Toits
Saint-Ouën-des-Toits – miejscowość i gmina we Francji, w regionie Kraj Loary, w departamencie Mayenne.
Według danych na rok 1990 gminę zamieszkiwało 1 287 osób, a gęstość zaludnienia wynosiła 61 osób/km² (wśród 1504 gmin Kraju Loary Saint-Ouën-des-Toits plasuje się na 472. miejscu pod względem liczby ludności, natomiast pod względem powierzchni na miejscu 518.).